# تيد كيتينغ
تيد كيتينغ هو سياسي نيوزيلندي، ولد في 29 أكتوبر 1910 في ألدرشوت في المملكة المتحدة، وتوفي في 22 أكتوبر 1987. نشط حزبياً في حزب العمال النيوزيلندي. وقد انتخب عضو مجلس النواب النيوزيلندي ‏.